# 大津市立粟津中学校
大津市立粟津中学校（おおつしりつ あわづちゅうがっこう）は、滋賀県大津市晴嵐一丁目にある公立中学校。

## 沿革
- 1947年（昭和22年）4月21日 - 大津市立第四中学校が大津市立膳所小学校に、大津市立第五中学校が大津市立晴嵐小学校に開校する。校舎が未完成にのため、はじめは分校で学習することになった[1]。
- 1949年（昭和24年）4月1日 - 大津市立第四中学校と大津市立第五中学校が合併し、大津市立粟津中学校となる。
- 1982年(昭和57年)4月1日 - 大津市立北大路中学校を分離す。

## 通学区域
- 大津市立膳所小学校及び大津市立晴嵐小学校の通学区域[2]。

## 主な出身者
- 西條里奈子 - 柔道家